# Cercopitec dríada
El cercopitec dríada (Chlorocebus dryas) és una espècie de primat del gènere Chlorocebus, dins de la família dels cercopitècids.
S'assembla al cercopitec diana, però viu en una regió completament diferent d'Àfrica. Té la gola i la part anterior dels braços de color blanc, mentre que el maluc i la part posterior dels braços són de color vermell ataronjat. L'esquena és de color gris verdós. La resta del cos és de color negre. Mesura 40-55 cm de llargada i té una cua que pot arribar a fer 75 cm. Pesa entre quatre i set quilograms.